# Bhuapur
Bhuapur (en bengali : ভূঞাপুর) est une upazila du Bangladesh dans le district de Tangail. En 2011, on y dénombrait 189 913 habitants.